# 毛利未央
毛利 未央（もうり みお、12月22日 - ）は、富山県を拠点に活動している日本のバルーンパフォーマー、フリーアナウンサー。バルーンパフォーマーとしての活動時には mio 名義を用いる。

## 来歴
富山県高岡市出身。富山県立高岡西高等学校卒業。元は保育士であったが、子供向けイベントで目にしたアレマー玉井のバルーンアートに魅了され、彼に師事。技能を習得し、玉井とバルーンアートショーを行うようになる。
後に芸能事務所ビプロの所属タレントになり、キャラクターショーの担当を経て富山テレビ (BBT) の契約アナウンサーに就任。以来、同局放送番組のお天気キャスター、リポーター、司会を歴任した。
その後は結婚して子育てをしていたが、退所した事務所を通じて受け取っていた同世代の子持ち女性たちからのファンレターをきっかけに、バルーンパフォーマーとしての活動を再開。保育士の資格を活かし、子供向けイベントの司会ならびに企画立案にも携わっている。また、同様に富山県内で活動する女性アーティストたちとのユニット活動も展開している。

## 出演

### テレビ番組
- Youドキッ!たいむ（富山テレビ） - お天気キャスター、リポーター[4]
- BBTスーパーニュース（富山テレビ） - お天気キャスター[4]
- めざましテレビ公認 わがまま!気まま!旅気分（BSフジ） - 富山テレビ制作回のリポーター[5]
- BBTスペシャル（富山テレビ）[4]
- いい生活。（富山テレビ）[8]

### ラジオ番組
- HITS ON THE RADIO（FMとやま） - 「お天気ローソン」担当[9]
- RADIO JAM（FMとやま） - 「お天気ローソン」担当[8]

### CM
- 富山信用金庫[3]
- 富山信用金庫 八尾支店[3]
- 富山空港[3]
- ローソン[3] 北陸地方限定テレビCM（2010年 - ）